# Chřástal laysanský
Chřástal laysanský (Zapornia palmeri, syn. Porzana palmeri) je vyhynulý druh chřástalovitého ptáka. Původně se vyskytoval na ostrově Laysan (Havajské ostrovy), jenž jeho předkové osídlili před asi 125 000 lety. Poprvé se s ním setkala posádka ruské lodi Moller roku 1828, vědecky byl popsán až roku 1892. Jednalo se o asi patnácticentimetrového nelétavého ptáka, který obýval houštiny ostrova. Živil se všežravě, lovil různý hmyz (byl natolik obratný, že mohl zobákem chytit i letící mouchu), vyjídal též vejce mořských ptáků, kteří na Laysanu hnízdili, a někdy se přiživil i jejich mršinami. Vybíral také semínka. Rozmnožoval se během dubna a července, hnízdo tvořené ze suchých travin si ptáci stavěli na zemi, obyčejně mezi vegetací, která mohla sloužit jako určitá „stříška“. O snůšku 2 až 3 vajec se starala pravděpodobně samice.
Ke konci 19. století Laysan obsadila společnost na těžbu guána. Akci vedl Max Schlemmer, který později ostrov získal a následně sem a na blízký Lisjanského ostrov vysadil králíky a morčata, kteří mu měli poskytnout zisky z prodeje masa. Nepůvodní zvířata se zde však namnožila a začala ničit vegetaci ostrova. Po roce 1918 se chřástal laysanský stal na ostrově vzácným a expedice USS Tanager, vypravená sem roku 1923, aby zde králíky vyhubila, našla dva poslední jedince. Chřástal nicméně přežíval na dalších ostrovech, kam byl vysazen: do roku 1910 byl introdukován na dva Midwayské ostrovy, roku 1913 na Lisjanského ostrov a roku 1929 na atol Pearl a Hermes. Lisjanská populace ale brzy vyhynula též kvůli dovezeným králíkům a ptáci z atolu Pearl a Hermes zahynuli již roku 1930 kvůli bouři. Poslední jedinci přežívali na Midwayi. Zde je vyhubily krysy, zavlečené na ostrov na lodích americké armády po vítězných druhoválečných bojích v oblasti. Od konce války nebyl chřástal laysanský pozorován.

## Historie a systematika
|  | \| \| Porzana monasa \| \| \| \| \| \| Porzana tabuensis \| \| \| \| |
|  |                                                                      |
|  | Porzana atra                                                         |
|  |                                                                      |
|  | Porzana monasa                                                       |
|  |                                                                      |
|  | Porzana tabuensis                                                    |
|  |                                                                      |

|  | Porzana monasa    |
|  |                   |
|  | Porzana tabuensis |
|  |                   |

|  | \| \| Porzana monasa \| \| \| \| \| \| Porzana tabuensis \| \| \| \| |
|  |                                                                      |
|  | Porzana atra                                                         |
|  |                                                                      |
|  | Porzana monasa                                                       |
|  |                                                                      |
|  | Porzana tabuensis                                                    |
|  |                                                                      |

|  | Porzana monasa    |
|  |                   |
|  | Porzana tabuensis |
|  |                   |

|  | Amaurornis bicolor  |
|  |                     |
|  | Amaurornis olivieri |
|  |                     |

|  | \| \| Porzana monasa \| \| \| \| \| \| Porzana tabuensis \| \| \| \| |
|  |                                                                      |
|  | Porzana atra                                                         |
|  |                                                                      |
|  | Porzana monasa                                                       |
|  |                                                                      |
|  | Porzana tabuensis                                                    |
|  |                                                                      |

|  | Porzana monasa    |
|  |                   |
|  | Porzana tabuensis |
|  |                   |

|  | \| \| Porzana monasa \| \| \| \| \| \| Porzana tabuensis \| \| \| \| |
|  |                                                                      |
|  | Porzana atra                                                         |
|  |                                                                      |
|  | Porzana monasa                                                       |
|  |                                                                      |
|  | Porzana tabuensis                                                    |
|  |                                                                      |

|  | Porzana monasa    |
|  |                   |
|  | Porzana tabuensis |
|  |                   |

|  | Amaurornis bicolor  |
|  |                     |
|  | Amaurornis olivieri |
|  |                     |

|  | \| \| Porzana palmeri \| \| \| \| \| \| Porzana pusilla 2 \| \| \| \| |
|  |                                                                       |
|  | Porzana pusilla 1                                                     |
|  |                                                                       |
|  | Porzana palmeri                                                       |
|  |                                                                       |
|  | Porzana pusilla 2                                                     |
|  |                                                                       |

|  | Porzana palmeri   |
|  |                   |
|  | Porzana pusilla 2 |
|  |                   |

|  | \| \| Porzana palmeri \| \| \| \| \| \| Porzana pusilla 2 \| \| \| \| |
|  |                                                                       |
|  | Porzana pusilla 1                                                     |
|  |                                                                       |
|  | Porzana palmeri                                                       |
|  |                                                                       |
|  | Porzana pusilla 2                                                     |
|  |                                                                       |

|  | Porzana palmeri   |
|  |                   |
|  | Porzana pusilla 2 |
|  |                   |

|  | \| \| Porzana monasa \| \| \| \| \| \| Porzana tabuensis \| \| \| \| |
|  |                                                                      |
|  | Porzana atra                                                         |
|  |                                                                      |
|  | Porzana monasa                                                       |
|  |                                                                      |
|  | Porzana tabuensis                                                    |
|  |                                                                      |

|  | Porzana monasa    |
|  |                   |
|  | Porzana tabuensis |
|  |                   |

|  | \| \| Porzana monasa \| \| \| \| \| \| Porzana tabuensis \| \| \| \| |
|  |                                                                      |
|  | Porzana atra                                                         |
|  |                                                                      |
|  | Porzana monasa                                                       |
|  |                                                                      |
|  | Porzana tabuensis                                                    |
|  |                                                                      |

|  | Porzana monasa    |
|  |                   |
|  | Porzana tabuensis |
|  |                   |

|  | Amaurornis bicolor  |
|  |                     |
|  | Amaurornis olivieri |
|  |                     |

|  | \| \| Porzana monasa \| \| \| \| \| \| Porzana tabuensis \| \| \| \| |
|  |                                                                      |
|  | Porzana atra                                                         |
|  |                                                                      |
|  | Porzana monasa                                                       |
|  |                                                                      |
|  | Porzana tabuensis                                                    |
|  |                                                                      |

|  | Porzana monasa    |
|  |                   |
|  | Porzana tabuensis |
|  |                   |

|  | \| \| Porzana monasa \| \| \| \| \| \| Porzana tabuensis \| \| \| \| |
|  |                                                                      |
|  | Porzana atra                                                         |
|  |                                                                      |
|  | Porzana monasa                                                       |
|  |                                                                      |
|  | Porzana tabuensis                                                    |
|  |                                                                      |

|  | Porzana monasa    |
|  |                   |
|  | Porzana tabuensis |
|  |                   |

|  | Amaurornis bicolor  |
|  |                     |
|  | Amaurornis olivieri |
|  |                     |

|  | \| \| Porzana palmeri \| \| \| \| \| \| Porzana pusilla 2 \| \| \| \| |
|  |                                                                       |
|  | Porzana pusilla 1                                                     |
|  |                                                                       |
|  | Porzana palmeri                                                       |
|  |                                                                       |
|  | Porzana pusilla 2                                                     |
|  |                                                                       |

|  | Porzana palmeri   |
|  |                   |
|  | Porzana pusilla 2 |
|  |                   |

|  | \| \| Porzana palmeri \| \| \| \| \| \| Porzana pusilla 2 \| \| \| \| |
|  |                                                                       |
|  | Porzana pusilla 1                                                     |
|  |                                                                       |
|  | Porzana palmeri                                                       |
|  |                                                                       |
|  | Porzana pusilla 2                                                     |
|  |                                                                       |

|  | Porzana palmeri   |
|  |                   |
|  | Porzana pusilla 2 |
|  |                   |

|  | \| \| Porzana monasa \| \| \| \| \| \| Porzana tabuensis \| \| \| \| |
|  |                                                                      |
|  | Porzana atra                                                         |
|  |                                                                      |
|  | Porzana monasa                                                       |
|  |                                                                      |
|  | Porzana tabuensis                                                    |
|  |                                                                      |

|  | Porzana monasa    |
|  |                   |
|  | Porzana tabuensis |
|  |                   |

|  | \| \| Porzana monasa \| \| \| \| \| \| Porzana tabuensis \| \| \| \| |
|  |                                                                      |
|  | Porzana atra                                                         |
|  |                                                                      |
|  | Porzana monasa                                                       |
|  |                                                                      |
|  | Porzana tabuensis                                                    |
|  |                                                                      |

|  | Porzana monasa    |
|  |                   |
|  | Porzana tabuensis |
|  |                   |

|  | Amaurornis bicolor  |
|  |                     |
|  | Amaurornis olivieri |
|  |                     |

|  | \| \| Porzana monasa \| \| \| \| \| \| Porzana tabuensis \| \| \| \| |
|  |                                                                      |
|  | Porzana atra                                                         |
|  |                                                                      |
|  | Porzana monasa                                                       |
|  |                                                                      |
|  | Porzana tabuensis                                                    |
|  |                                                                      |

|  | Porzana monasa    |
|  |                   |
|  | Porzana tabuensis |
|  |                   |

|  | \| \| Porzana monasa \| \| \| \| \| \| Porzana tabuensis \| \| \| \| |
|  |                                                                      |
|  | Porzana atra                                                         |
|  |                                                                      |
|  | Porzana monasa                                                       |
|  |                                                                      |
|  | Porzana tabuensis                                                    |
|  |                                                                      |

|  | Porzana monasa    |
|  |                   |
|  | Porzana tabuensis |
|  |                   |

|  | Amaurornis bicolor  |
|  |                     |
|  | Amaurornis olivieri |
|  |                     |

|  | \| \| Porzana palmeri \| \| \| \| \| \| Porzana pusilla 2 \| \| \| \| |
|  |                                                                       |
|  | Porzana pusilla 1                                                     |
|  |                                                                       |
|  | Porzana palmeri                                                       |
|  |                                                                       |
|  | Porzana pusilla 2                                                     |
|  |                                                                       |

|  | Porzana palmeri   |
|  |                   |
|  | Porzana pusilla 2 |
|  |                   |

|  | \| \| Porzana palmeri \| \| \| \| \| \| Porzana pusilla 2 \| \| \| \| |
|  |                                                                       |
|  | Porzana pusilla 1                                                     |
|  |                                                                       |
|  | Porzana palmeri                                                       |
|  |                                                                       |
|  | Porzana pusilla 2                                                     |
|  |                                                                       |

|  | Porzana palmeri   |
|  |                   |
|  | Porzana pusilla 2 |
|  |                   |

|  | \| \| Porzana monasa \| \| \| \| \| \| Porzana tabuensis \| \| \| \| |
|  |                                                                      |
|  | Porzana atra                                                         |
|  |                                                                      |
|  | Porzana monasa                                                       |
|  |                                                                      |
|  | Porzana tabuensis                                                    |
|  |                                                                      |

|  | Porzana monasa    |
|  |                   |
|  | Porzana tabuensis |
|  |                   |

|  | \| \| Porzana monasa \| \| \| \| \| \| Porzana tabuensis \| \| \| \| |
|  |                                                                      |
|  | Porzana atra                                                         |
|  |                                                                      |
|  | Porzana monasa                                                       |
|  |                                                                      |
|  | Porzana tabuensis                                                    |
|  |                                                                      |

|  | Porzana monasa    |
|  |                   |
|  | Porzana tabuensis |
|  |                   |

|  | Amaurornis bicolor  |
|  |                     |
|  | Amaurornis olivieri |
|  |                     |

|  | \| \| Porzana monasa \| \| \| \| \| \| Porzana tabuensis \| \| \| \| |
|  |                                                                      |
|  | Porzana atra                                                         |
|  |                                                                      |
|  | Porzana monasa                                                       |
|  |                                                                      |
|  | Porzana tabuensis                                                    |
|  |                                                                      |

|  | Porzana monasa    |
|  |                   |
|  | Porzana tabuensis |
|  |                   |

|  | \| \| Porzana monasa \| \| \| \| \| \| Porzana tabuensis \| \| \| \| |
|  |                                                                      |
|  | Porzana atra                                                         |
|  |                                                                      |
|  | Porzana monasa                                                       |
|  |                                                                      |
|  | Porzana tabuensis                                                    |
|  |                                                                      |

|  | Porzana monasa    |
|  |                   |
|  | Porzana tabuensis |
|  |                   |

|  | Amaurornis bicolor  |
|  |                     |
|  | Amaurornis olivieri |
|  |                     |

|  | \| \| Porzana palmeri \| \| \| \| \| \| Porzana pusilla 2 \| \| \| \| |
|  |                                                                       |
|  | Porzana pusilla 1                                                     |
|  |                                                                       |
|  | Porzana palmeri                                                       |
|  |                                                                       |
|  | Porzana pusilla 2                                                     |
|  |                                                                       |

|  | Porzana palmeri   |
|  |                   |
|  | Porzana pusilla 2 |
|  |                   |

|  | \| \| Porzana palmeri \| \| \| \| \| \| Porzana pusilla 2 \| \| \| \| |
|  |                                                                       |
|  | Porzana pusilla 1                                                     |
|  |                                                                       |
|  | Porzana palmeri                                                       |
|  |                                                                       |
|  | Porzana pusilla 2                                                     |
|  |                                                                       |

|  | Porzana palmeri   |
|  |                   |
|  | Porzana pusilla 2 |
|  |                   |

Přestože byly Havajské ostrovy objeveny již roku 1778 Jamesem Cookem, ornitologové se zdejším ptactvem začali zabývat teprve později. S chřástalem laysanským se poprvé setkala ruská posádka lodi Moller roku 1828. Ornitologické průzkumy začaly v 80. letech 19. století. Výsledky tehdejších objevitelů zaujaly Lionela Waltera Rothschilda. Ten si pro průzkum Tichomoří zaplatil služeb námořníka Henryho Palmera, jenž se na Havajské ostrovy vydal ke konci roku 1890 a pracoval zde až do srpna roku 1893. Exempláře chřástala laysanského získal roku 1891. Místo Rothschilda tento druh z neznámých důvodů popsal roku 1892 britský ilustrátor zoologických publikací a lepidopterolog Frederick William Frohawk. Popis uveřejnil v periodiku Annals and Magazine of Natural History a zvolil vědecké jméno Porzanula Palmeri, přičemž druhové jméno má odkazovat na Palmera. Někteří američtí autoři (Fisher 1903, Baldwin 1947) považovali ptáka mylně za příbuzného rodu Laterallus. Od roku 2014 je pro druh užíváno vědecké jméno Zapornia palmeri, zatímco původní jméno Porzana palmeri se stalo synonymem.
Nelétavost u ostrovních chřástalů vznikala nezávisle na sobě a jde o vůbec nejrozsáhlejší příklad konvergentní evoluce mezi obratlovci. Počet podobných tichomořských ostrovních endemitních chřástalů je odhadován až na 1 600, drtivá většina jich však v takovém případě vymizela v důsledku pleistocenní a holocenní kolonizace člověkem.
Roku 2002 byla vydána studie mitochondriální DNA mající zjistit vztahy mezi několika nelétavými ostrovními chřástaly (laysanský, havajský, mikronéský a hendersonský) a dobou, kdy se vyvinuli. Pravděpodobnými rodičovskými druhy byl chřástal nejmenší (Porzana pusilla) ze Starého světa a chřástal temný (Porzana tabuensis) z Austrálie a některých tichomořských ostrovů (Nový Zéland, Filipíny a dalších). Chřástal nejmenší též vyšel jako sesterský taxon vůči chřástalovi laysanskému (teorie o příbuznosti těchto dvou druhů byla vyřčena již v 70. letech 20. století na základě zbarvení). Vyšší hladiny moří v minulosti způsobily, že ostrov Laysan mohl být i celý zaplavován. Příhodné podmínky pro kolonizaci nastaly až asi před 125 000 lety, kdy ostrov pravděpodobně osídlil chřástal nejmenší, z něhož se vyvinul nelétavý druh, který zde přežíval až do dvacátého století. Kladogram doprovázející studii je zobrazen vlevo.

## Výskyt
Chřástal laysanský se vyskytoval na Havajských ostrovech. Jeho původní areál rozšíření zahrnoval pouze ostrov Laysan. Tento atol je vzdálen asi 1 500 km severozápadně od Honolulu. Má rozlohu 1,6 × 2,4 km a nadmořská výška činí jen 7,5 metrů. Posádka lodi Moller podle některých indicií mohla spatřit chřástala i na Lisjanského ostrově. To, že zde pták již tehdy žil, se však nezdá býti pravděpodobné. Pozdější vykopávky z konce 20. století sice objevily na Lisjanského ostrově kost chřástala laysanského, ta ale pravděpodobně náležela později introdukovaným ptákům; lidé se před vyhynutím tohoto chřástala totiž pokusili o jeho vysazení i na dalších ostrovech, právě včetně zmíněného Lisjanského. Dále byl tento druh minimálně od roku 1891 opakovaně vysazen na Východní ostrov, roku 1910 napodruhé – předchozí introdukce skončila nezdarem kvůli přítomným kočkám – na Písečný ostrov (oba tyto ostrovy spadají pod Midway) a odtud pak došlo roku 1929 k introdukci na Pearl a Hermes. Oahská populace, vysazená na počátku dvacátého století společností O'ahu Sugar Company, aby hubila zemědělské škůdce, se neuchytila kvůli přítomnosti predátorů.
Klima na ostrově Midway, kde byl pták vysazen, je sušší mezi květnem a prosincem, rozpětí teplot se pohybuje mezi 10 a 29,4 °C. Laysan měl klima jen o něco mírnější. Ostrov pokrývá korálový písek, na západě a jihu jsou fosforitové skály, v centru Laysanu se nachází vodní plocha. Vegetaci, kterou chřástal laysanský obýval, tvořily houštiny a trsy travin, jako byly například vytrvalé vějířovky (Scaevola).

## Popis
Chřástal laysanský byl nelétavým druhem, na křídlech se mu vyvinulo pouze osm ručních letek; jiné druhy jich mohou mít až deset. Obě pohlaví byla podobná, nevyvinul se tedy zřetelný pohlavní dimorfismus (dvojtvárnost). Samice však byly světleji zbarvené a studie z roku 2016 od paleontologa Juliana P. Humeho navíc uvádí, že samci měli mohutnější zobák či běháky, naopak křídla vykazovala stejnou délku. Na délku měřil tento drobný pták asi 15 cm, s 2,5 až 2,9 cm dlouhým ocasem, křídlo měřilo 5,7 až 6,3 cm a běhák dosahoval velikosti maximálně 2,7 cm. Zobák chřástala laysanského měřil 1,7 až 1,9 cm. Pták uměl natáhnout krk do značné délky. Hmotnost jedinců nebyla zjištěna a lze ji pouze odhadnout. Příbuzný chřástal nejmenší váží mezi 30 až 35 g, i když je pravdou, že coby pták schopný letu má mohutnější prsní svaly. U nelétavého chřástala laysanského nicméně hmotnost prsního svalstva mohlo vyvažovat osvalení končetin.
Svrchní partie měl tento druh zbarveny pískově hnědou, s černohnědými středy jednotlivých per. Čelo a oblast okolo obličeje měly barvu popelavě šedivou, stejné zbarvení dosahovalo i na část krku a spodní partie těla. Peří po stranách krku, hrudi a boků však bylo opět pískově hnědé, podobně zbarvena byla i spodní strana křídel. Ocas byl zespodu kaštanový a doplněný pruhovaným vzorem. Končetiny byly zabarveny olivově, stejnou barvu měl zobák. Duhovka se vyvinula rudá a oči překrývala šedozelená víčka.
Vzhledem se tento druh podobal chřástalovi nejmenšímu, ze kterého se zřejmě vyvinul. Lišil se světlejším zbarvením, ale také například stavbou zobáku, kratšími kostmi dolních končetin či redukovanými křídly neschopnými letu. Podobný byl také některým černým chřástalům z rodu Laterallus, neměl však tak tmavé peří.
Vylíhnutá mláďata ještě porostlá prachovým peřím byla zabarvena černě včetně končetin a jejich peří bylo doplněno o zelené odlesky. Ocas nebyl viditelný. Zobák měl žluté zbarvení. Od mláďat chřástala nejmenšího se mláďata chřástalů laysanských odlišovala kratší délkou křídel, naopak zobák se u mláďat chřástala laysanského vyvinul silnější. Mladí ptáci se od dospělců odlišovali světlejším břichem.

## Chování
Informace o chování chřástala laysanského se současným generacím dochovaly jenom díky informacím od tehdejších pozorovatelů, jako byl například americký ornitolog Walter Kenrick Fisher. Pták byl nejaktivnější především ráno a dle Fishera okolo poledne spíše odpočíval; pozdější pozorování z Midwaye však poukazují na celodenní aktivitu. Existují i záznamy volání z noci. Chřástal laysanský dovedl rychle běhat, jeho běh byl přirovnáván k běhu myšímu. Během tohoto pohybu mu jeho křídla neschopná letu mohla pomáhat udržovat rovnováhu. Vzhledem k tomu, že tento pták dovedl také skákat, mohl prchat i pomocí skoků. Průběžně si však dělal také přestávky, během nich obyčejně stál na jedné noze. Zaznamenán byl také plavající jedinec. Při ohrožení chřástalovi poskytovaly útočiště nory buřňáků. Pták plně neztratil ostražitost, protože mu možná hrozilo nebezpečí od fregatek obecných (Fregata minor). Suchozemští predátoři nicméně na ostrově nežili, a chřástalové tedy vůči lidem nebyli plaší. Existují záznamy o tom, jak se k lidem přibližovali či bezstarostně vstupovali do jejich obydlí. Zatímco některé druhy chřástalů při vyrušení během hnízdění snůšku opustili, Fisher se zmiňuje o tom, že z hnízda odebral samici, aby mohl vyfotografovat snůšku, a ta se ke svým vejcím ihned vrátila. Rovněž pokud chřástala laysanského člověk odchytil do ruky, nechoval se agresivně.
Chřástal laysanský vydával několik různých zvuků. Frederick William Frohawk, který zkoumal chřástaly laysanské chované v Anglii, napsal, že se druh během dne ozývali jedním až třemi měkkými, krátkými a čistými zvuky. Chřástalové laysanští také někdy nafoukli hrdla, rozevřeli zobáky a ozývali se chrčením. Toto chování sloužilo pravděpodobně k vymezení území, během období rozmnožování bylo hlasitější. V zajetí nemohly být do společné ubikace o rozměrech okolo 8 m2 umístěny více než dva páry, jinak docházelo k agresivním střetům. K večeru se ptáci ozývali společným voláním. Toto specifické chování trvalo pouze krátce.

### Potrava

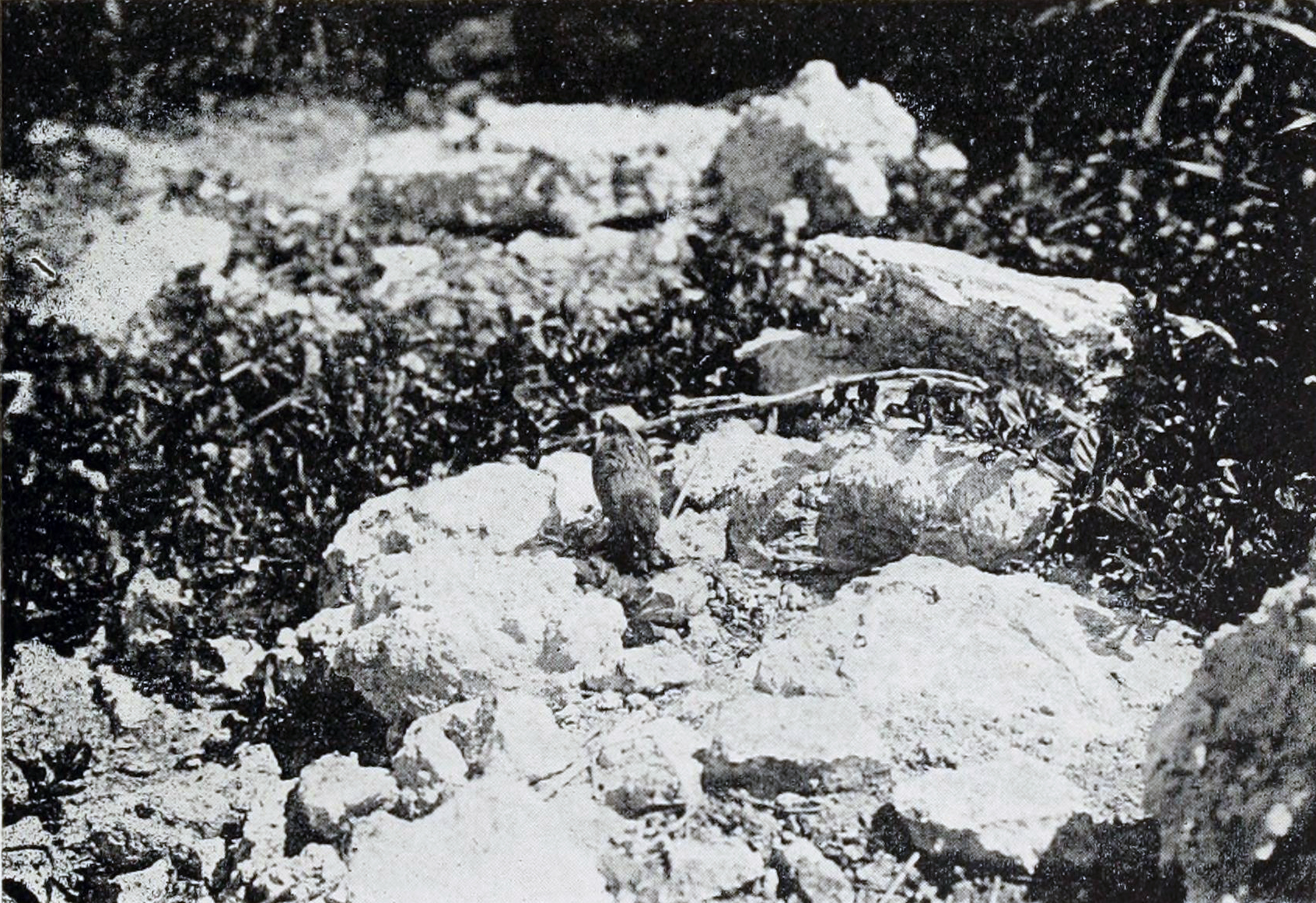
Chřástal laysanský vyjídá vejce mořského ptáka. Walter Kenrick Fisher, uvedený jako autor fotografie, se zmiňuje, že chřástaly šlo fotit celkem snadno; stačilo prý pouze rozbít vajíčko a pták k němu přiběhl, aby jej vyjedl

Chřástal laysanský byl prakticky všežravým druhem. Jeho potravu tvořili různí členovci, lovil například dvoukřídlé (oblíbenou kořistí se stávaly masařkovité) a také larvy hmyzu, které vykopával z písku svým zobákem. Ve vegetaci chytal housenky či noční motýly, žral také pavouky nebo brouky, oblíbenou potravu představovali kožojedovití. Ostrov Laysan byl hnízdištěm některých druhů mořských ptáků. Pokud uhynuli, tak se na jejich mrtvých tělech různí bezobratlí shromažďovali a chřástalové je zde lovili. Jednalo se o natolik obratné ptáky, že dovedli pomocí zobáku chytat i letící mouchy. Někdy se však také přiživili přímo mršinou. Dle pozorování Thomase M. Blackmana někdy chřástalové dokonce do mrtvého těla ptáka zabořili celou hlavu. Mořští ptáci na ostrově také přinášeli chřástalům další potravní možnosti v podobě vajec. Přestože existují záznamy o tom, že je chřástalové dokázali rozbít sami, obyčejně nechali skořápku otevřít jiným ptákům, jako šatovníkovi laysanskému (Telespiza cantans), a jejich kořist jim poté ukradli. V tomto případě se jednalo o agresivní ptáky. Ptáci vysazení na ostrov Midway využívali lidmi pošlapaných nor s vajíčky buřňáků boninských (Pterodroma hypoleuca). Mimo živočišné potravy konzumoval chřástal laysanský také potravu rostlinnou, sbíral například semínka.

### Rozmnožování

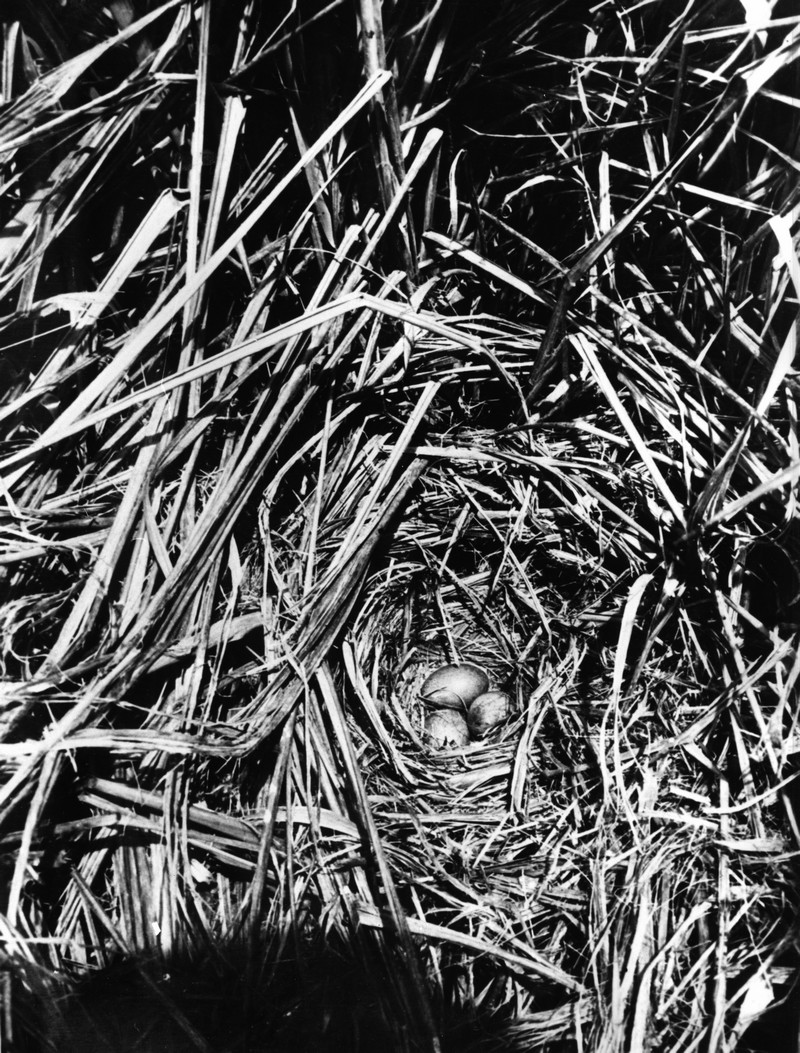
Hnízdo chřástala laysanského

Chřástal laysanský se rozmnožoval od dubna (kdy si ptáci stavěli hnízda) do července (během června a července hnízdění vrcholilo). Na Midwayi, kam byl chřástal introdukován, nalezl Thomas Blackman roku 1940 hnízda s mláďaty již v březnu, naopak údajně čerstvé vajíčko chřástala laysanského zde bylo objeveno ještě 26. července téhož roku.

Druh byl pravděpodobně monogamní. Členové jednoho páru byli pozorováni, jak svěšeli hlavy a navzájem si probírali peří na hlavě a krku. Hnízdo chřástala laysanského bylo stavěno komplikovaněji než u jiných chřástalů. Pták si jej budoval na zemi, kde obyčejně volil prostor mezi různými travinami (například lipnicovité rostliny miličky), které mohly sloužit jako určitá „stříška“. Příhodné útočiště pro chřástaly představovalo například okolí laguny ve středu Laysanu, a ve zdejších travinách hnízdilo velké množství těchto ptáků. Hnízdo tvořily suché traviny a ptáci si jej vystýlali natrhanými stonky, listy či peřím z mladých albatrosů. K hnízdu se obyčejně vstupovalo na boku kratší chodbičkou. Ta mohla měřit až 15 cm a byla dovedně zamaskována. Takto postavené hnízdo chránilo vajíčka před útoky některých ptáků živících se vejci.

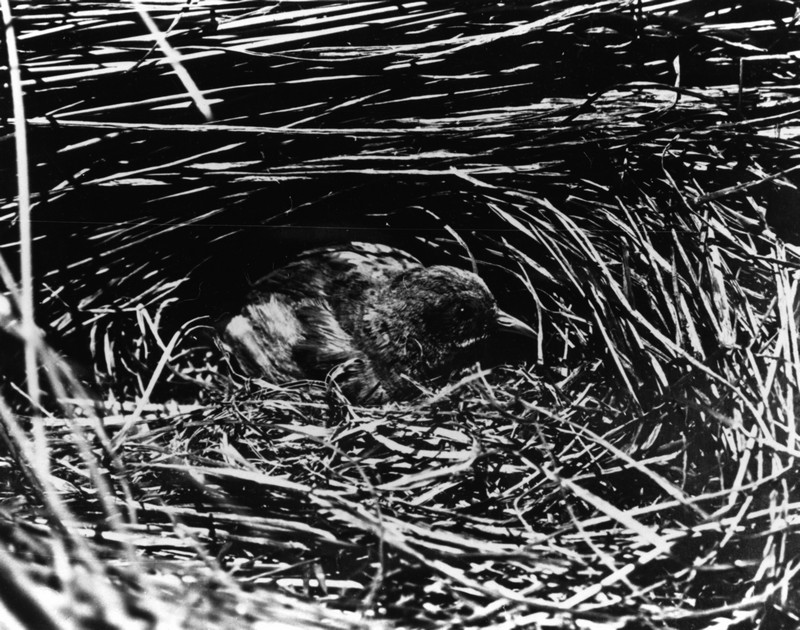
Mládě chřástala laysanského

Snůška chřástala laysanského se skládala z asi 2 nebo 3 vajec, která byla uložena do miskovité dutiny. Přestože pocházejí záznamy i o 4 vejcích, tato pozorování byla neobvyklá. Získány byly rozměry vajec. Fisher uvádí jako průměr dvou tuctů vajec 31 × 21,1 mm. Dle Rothschilda průměr tří vajec dosahoval 29,2 × 21,8 mm. Vajíčka byla světle olivově hnědožlutá a doplněna o skvrny, kterých někdy mohlo být více na širším konci vajíčka. Skořápka měla převážně hladký povrch. Některé informace ohledně rozmnožování zůstaly nezodpovězeny, například doba inkubace či informace o líhnutí mláďat. Na vajíčkách seděla pravděpodobně samice. Několikadenní kuřata již uměla běhat podobně rychle jako dospělí chřástalové. Rodiče se o mláďata starali asi měsíc.

## Vyhynutí

### Vymizení na Laysanu a introdukce na Lisjanského ostrov

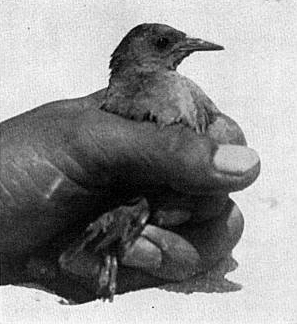
Jeden z posledních dvou chřástalů z Laysanu

Americký zoolog William Alanson Bryan ve své monografii Natural History of Hawaii vydané roku 1915 uvedl, že na travnatých plochách ostrova Laysan připadá na jeden čtvereční rod (asi 25 m2) pár chřástalů. V přepočtu i s ještě nedospělými ptáky by to znamenalo, že ostrov Laysan mohl poskytovat útočiště pro více než 2 000 jedinců.
Laysan se v 90. letech 19. století stal cílem společnosti The North Pacific Phosphate and Fertilizer Company, která zde měla těžit guáno. Úkolem byl pověřen Max Schlemmer. Za několik let byla většina guána vytěžena, společnost tedy téměř vše prodala Schlemmerovi, který ostrov fakticky získal a byl poté přezdíván „králem Laysanu“. Na ostrov Laysan a na Lisjanského ostrově vysadil nové druhy býložravců – králíky a morčata – a doufal, že mu coby zdroj masa přinesou zisky. Zároveň též tato zvířata měla poskytovat zábavu jeho dětem. Schlemmerův plán ovšem skončil nezdarem, když namnožení králíků na ostrově začalo vést k devastaci vegetace. Hlasy o ohrožení fauny na ostrově se začaly ozývat například ze strany zmíněného ornitologa Williama Alansona Bryana. Roku 1911 se proto na Laysan vydala expedice pod vedením profesora Nuttinga, chřástalové se nicméně tehdy zdáli býti na ostrově hojní. Mezi lety 1912 až 1913 již však byla situace natolik špatná, že na ostrov byla vypravena další expedice s cílem vystřílet nepůvodní býložravce. Morčata se podařilo vyhubit a z původních asi sedmi tisíc králíků jich bylo zahubeno přes pět tisíc. Zároveň byl chřástal roku 1913 vysazen na Lisjanského ostrov (nejbližší ostrov od Laysanu), zde ale rovněž kvůli dovezeným králíkům do tří let vyhynul.
Po roce 1918 se chřástal laysanský stal vzácným i na původním ostrově. Roku 1923 se na Laysan vypravila expedice USS Tanager pod vedením komandéra-poručíka Samuela Kinga, aby zbytek králíků vyhubila; objevila zde už pouze dva chřástaly; jednoho z nich ve zbývající houštině vějířovek a jednoho v hromadách guána. Členům výpravy se nakonec podařilo vystřílet a otrávit všechny dovezené králíky, ale původní biotop ptáků byl již zničen. Jeden ze členů expedice, ornitolog a vedoucí vědeckého týmu Alexander Wetmore, ostrov popsal jako poušť. Na konci dubna 1923 vypustili členové expedice několik jedinců zpět do volné přírody. Tito ptáci pocházeli z Midwaye, který členové expedice navštívili o několik dní dříve a kde již dle slov členů expedice v tu dobu žila prosperující populace chřástalů. Všichni vysazení ptáci ale za několik dní uhynuli. V květnu 1923 expedice ostrov opustila a poté zde pták pravděpodobně brzy vyhynul; ostrov postihla písečná bouře. Roku 1936 zde již nebyl nalezen žádný chřástal.

### Pearl a Hermes, vyhynutí na Midwayi
Chřástal laysanský stále přežíval na jiných ostrovech, kam byl dovezen, i tyto populace však postupně vyhynuly. Již rok po vysazení na atolu Pearl a Hermes postihla tento ostrov bouře, která ptákům zničila životní prostředí. Roku 1930 oblast navštívil George O. Kaufmann; žádného chřástala zde neobjevil a i jiných ptáků zde bylo málo.
Nejdéle přežívali jedinci z Východního a Písečného ostrova na Midwayi. Roku 1923 se zde vyskytovalo na 600 až 750 ptáků a mezi lety 1939 až 1940 žili početně na obou ostrovech. Oblast však začala být narušována lidmi. Společnost Pan American World Airways zde postavila hotel s přistávací plochou a hřišti, s blížící se válkou začaly vznikat stavby na případnou obranu. Po pro spojence vítězné bitvě o Midway byly na atoly náhodně zavlečeny krysy, které začaly způsobovat úbytek zdejších ptáků. Mimo chřástala laysanského se jejich introdukcí snížila i populace buřňáků boninských a jiných druhů. Na Písečném ostrově byl chřástal naposledy zaznamenán v listopadu 1943; krysy se sem dostaly pravděpodobně již na přelomu února a března stejného roku. O něco déle chřástal laysanský přežíval na Východním ostrově.
Na konci války se na Východní ostrov vydali výzkumníci Harvey Fisher a Paul Baldwin. Snažili se ptáka objevit, prodírali se zbytky vegetace po čtyřech, pokoušeli se chřástaly lákat i na mršinu, ale tento průzkum žádný pozitivní výsledek nepřinesl. Tito dva badatelé zamýšleli převézt případně nalezené ptáky zpět na Laysan. Ještě před vyhynutím chřástala laysanského se někteří výzkumníci, jako byl George Munro, snažili o zpětné vysazení chřástalů laysanských, šatovníků laysanských a nodyů bělostných zpět na původní ostrov a některé hlavní ostrovy havajského řetězce. Na základě obav o vliv introdukce šatovníka laysanského na jiné původní druhy na zbylých ostrovech nicméně úřady tuto akci celkově nepovolily. Mezinárodní svaz ochrany přírody hodnotí chřástala laysanského jako vyhynulý druh od roku 1988, s datem posledního pozorování 1944. Tehdy výzkumník E. L. Caum objevil poslední skupinku o maximálně pěti ptácích. Kapitán Námořnictva Spojených státu amerických John Jayne z Východního ostrova se nicméně zmiňoval o pozorování druhu ještě ze začátku června 1945.

### Muzejní exempláře
Dochovalo se několik chřástalů laysanských v muzejních sbírkách. Vlastní je muzea v Berlíně, Cambridgi, Honolulu, Massachusetts, Chicagu, Tringu, New Yorku, Washingtonu, D. C. a Filadelfii.